# Monument (Londen)

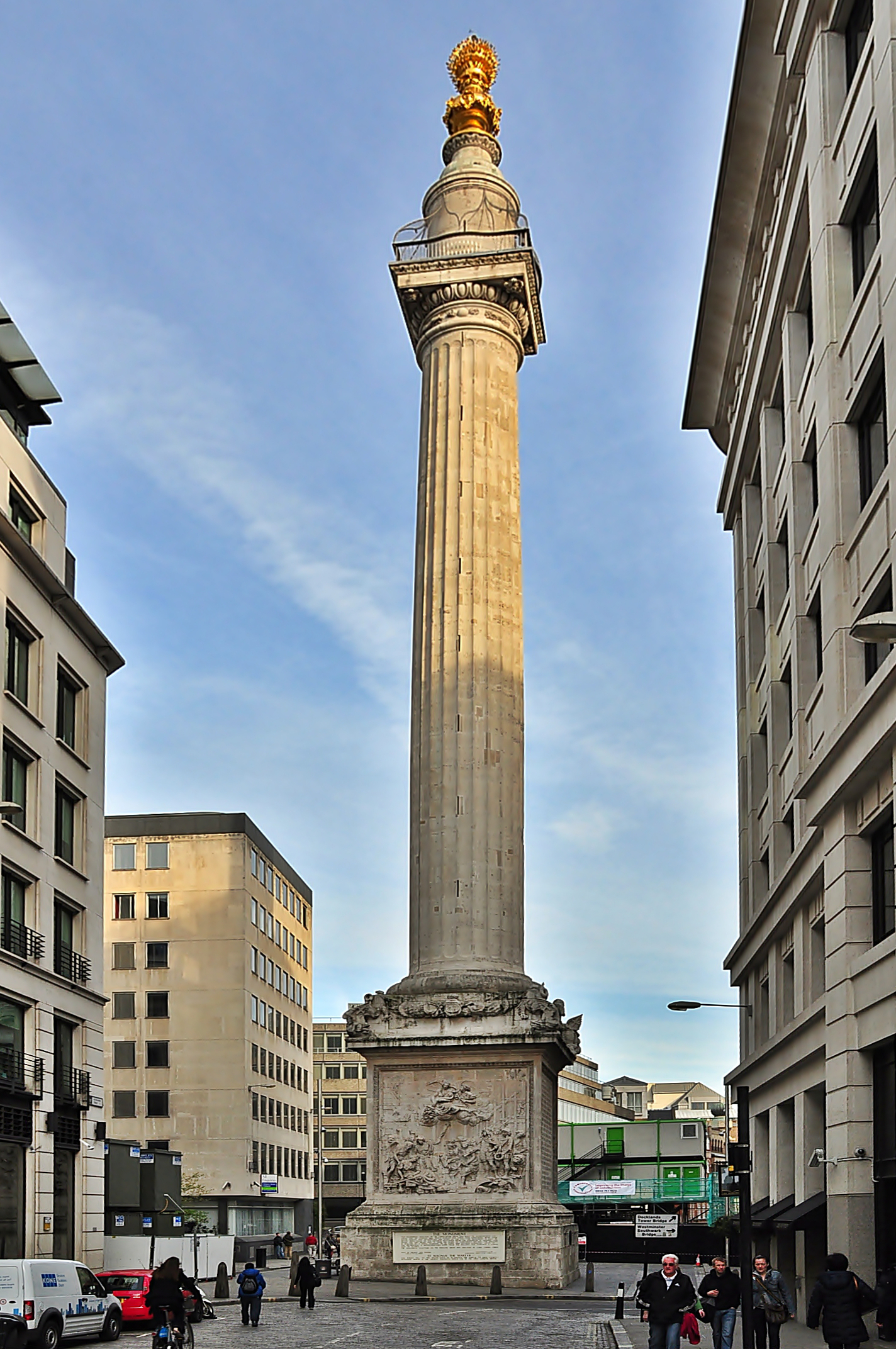
The Monument

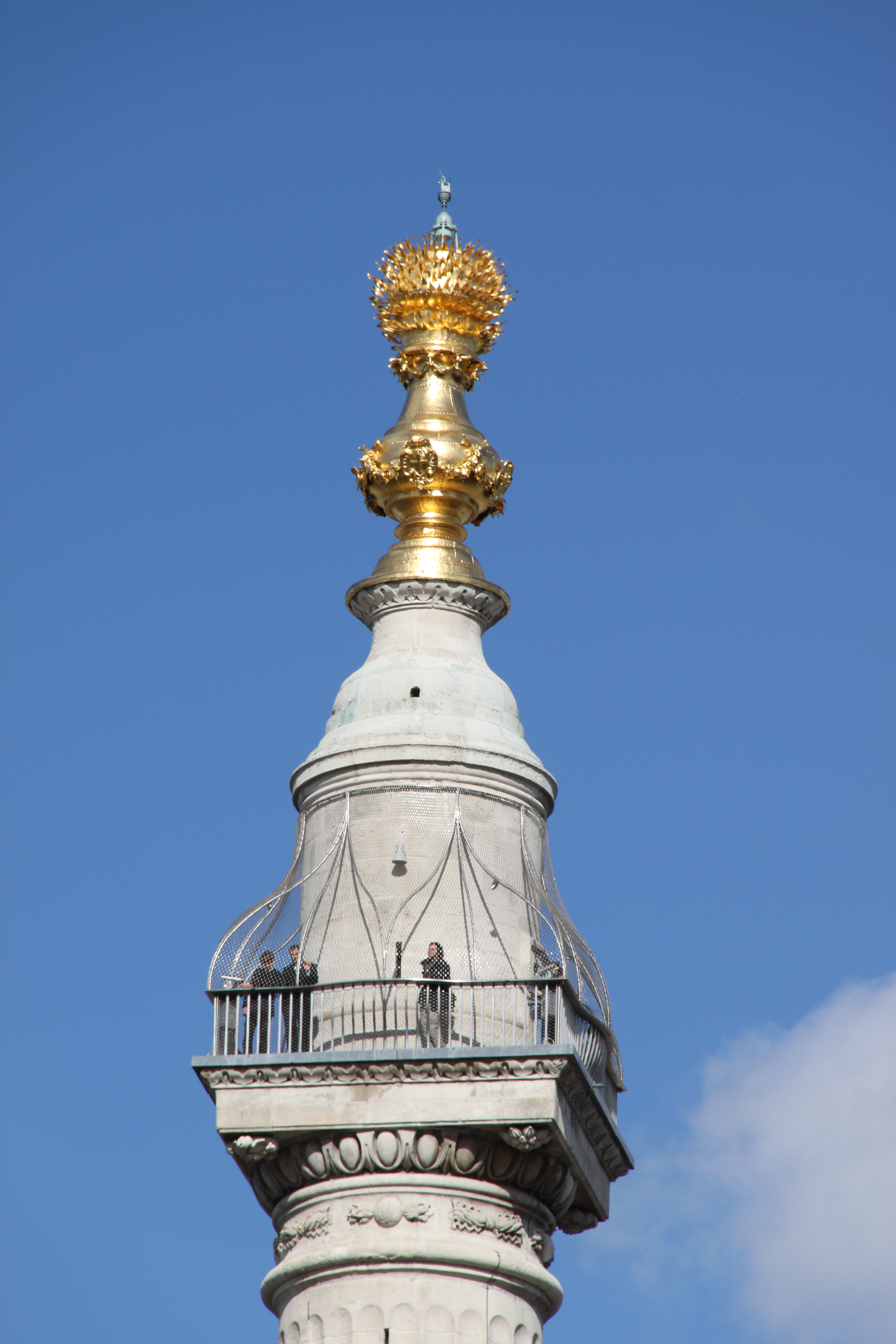
Uitkijkplatform

Het Monument to the Great Fire of London, gewoonlijk kortweg The Monument genoemd, is een 61 meter hoge pilaarvormige constructie, die zich bevindt in de City of London.
Het monument werd ontworpen door Christopher Wren en Robert Hooke ter herdenking van de Grote brand van Londen in 1666, die een groot deel van de stad in de as legde. Het staat op een punt dat 61 meter verwijderd is van de plaats waar de brand van 1666 in Pudding Lane uitbrak. Ten tijde van de bouw, tussen 1671 en 1677, was het het hoogste vrijstaande stenen monument in deze vorm ter wereld.
Het bestaat uit een Dorische kolom, gebouwd uit portlandsteen, met bovenop een vergulde urn van vuur. Het monument is toegankelijk voor het publiek. Via een smalle wenteltrap van 311 treden kan men de top bereiken, vanwaar men een indrukwekkend uitzicht heeft over de City. In de 19e eeuw werd een voorziening getroffen om te voorkomen dat men van de toren af zou kunnen springen, nadat zes mensen tussen 1788 en 1842 op deze manier zelfmoord hadden gepleegd.

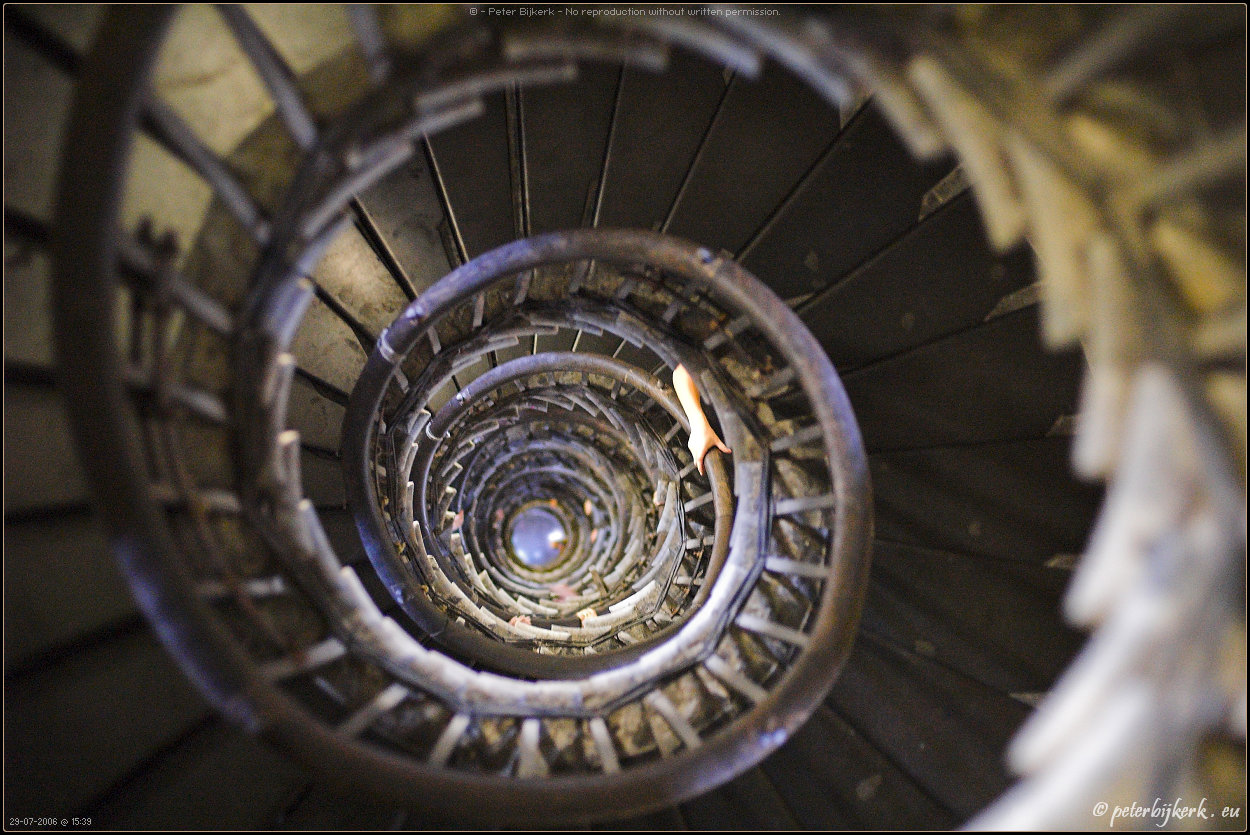
De trap in The Monument